# Schurter Holding
Die Schurter Holding AG (Eigenschreibweise: SCHURTER) mit Sitz in Luzern ist ein international tätiger Schweizer Hersteller von Elektro- und Elektronikkomponenten und Anbieter von Elektronikdienstleistungen. Die in rund 60 Ländern vertretene Unternehmensgruppe beschäftigt 2123 Mitarbeiter und erwirtschaftete 2018 einen Umsatz von rund 289 Millionen Schweizer Franken.
Mitte Februar 2023 wurde bekannt, dass die Schweizer Investmentgesellschaft Capvis eine Mehrheitsbeteiligung an Schurter erwerben wird.

Hauptsitz von Schurter in Luzern

## Firmengeschichte
Das Unternehmen Schurter wurde 1933 von Heinrich Schurter als Kommanditgesellschaft gegründet und 1949 in eine Aktiengesellschaft umgewandelt. 1990 erfolgte die Gründung der bis heute bestehenden Schurter Holding AG mit Sitz in Luzern (Schweiz).
Heute beschäftigt Schurter weltweit rund 2000 Mitarbeitende in 17 Ländern und wird durch Familienmitglieder der dritten Generation geführt: Thomas Schurter ist Präsident des Verwaltungsrates der Schurter Holding AG und sein Bruder, der in den USA ansässige, Bruno H. Schurter ist Vizepräsident.
Im Januar 2015 erfolgte die Stabsübergabe der operativen Leitung der Schurter Gruppe von Hans-Rudolf Schurter an Ralph Müller. Zum ersten Mal in der über 80-jährigen Firmengeschichte wurde damit die operative Leitung von Schurter in familienexterne Hände gegeben. Hans-Rudolf Schurter amtierte anschliessend von 2015 bis 2020 als Präsident des Verwaltungsrates bis zur Übergabe an seinen jüngeren Bruder Thomas Schurter.
Um ihre Position als Produzent von Elektronikbauteilen zu sichern, wurde die Schurter Gruppe in den letzten Jahren durch Akquisitionen deutlich vergrössert.

## Produkte
Schurter ist ein Produzent und Anbieter von Sicherungen, Gerätesteckern, Geräteschutzschaltern, Eingabesystemen und EMV-Produkten. Schwerpunkt sind Komponenten zur Sicherstellung einer geschützten Stromzuführung und einer einfachen Bedienung. Weiter bietet Schurter für die Elektronikindustrie auch Dienstleistungen im Bereich der Leiterplattenbestückung und Projektierung bis zur Fertigung von Endprodukten. Schurter beliefert über 100‘000 Abnehmer in den Bereichen Industrieelektronik, Medizintechnik, Daten und Kommunikation, Luft- und Raumfahrt, Automobiltechnik sowie Energietechnik. Manche Produkte werden in Zusammenarbeit mit den Kunden entwickelt.

## Schurter Holding
Zur Schurter Gruppe gehören 22 Gesellschaften in 17 Ländern, wovon 13 Unternehmen über eigene Produktionsstätten verfügen: Die Schurter GmbH in Endingen ist Mitglied im Wirtschaftsverband Industrieller Unternehmen Baden.